# لوگان هافمن
لوگان هافمن (انگلیسی: Logan Huffman؛ زادهٔ ۲۲ دسامبر ۱۹۸۹) یک هنرپیشه اهل ایالات متحده آمریکا است. وی از سال ۲۰۰۹ میلادی تاکنون مشغول فعالیت بوده‌است.
از فیلم‌ها یا برنامه‌های تلویزیونی که وی در آن نقش داشته‌است می‌توان به دختر نهایی، مهمانی هیولاها و زندگی لایم اشاره کرد.